# Centro de Convenciones Hynes (Metro de Boston)
Centro de Convenciones Hynes  es una estación en el Ramal B, el Ramal D y el Ramal C de la línea verde del Metro de Boston. La estación se encuentra localizada en 100 Massachusetts Avenue y 360 Newbury Street en Boston, Massachusetts. La estación Centro de Convenciones Hynes fue inaugurada el 3 de octubre de 1914. La Autoridad de Transporte de la Bahía de Massachusetts es la encargada por el mantenimiento y administración de la estación.

## Descripción
La estación Centro de Convenciones Hynes cuenta con 2 plataformas laterales y 2 vías. 

## Conexiones
La estación es abastecida por las siguientes conexiones: 
- Rutas de autobuses: 1, 55, CT1